# Lijst van afleveringen van Car 54, Where Are You?
Dit is een lijst met afleveringen van de Amerikaanse televisieserie Car 54, Where Are You?. De serie telt 2 seizoenen. Een overzicht van alle afleveringen is hieronder te vinden.

## Seizoen 1
| Nr. | Titel aflevering                  | Uitzenddatum VS   |
| --- | --------------------------------- | ----------------- |
| 1   | Who's for Swordfish?              | 17 september 1961 |
| 2   | Something Nice for Sol            | 24 september 1961 |
| 3   | Home Sweet Sing Sing              | 1 oktober 1961    |
| 4   | Change Your Partner               | 8 oktober 1961    |
| 5   | I Won't Go                        | 15 oktober 1961   |
| 6   | Muldoon's Star                    | 22 oktober 1961   |
| 7   | The Paint Job                     | 29 oktober 1961   |
| 8   | Love Finds Muldoon                | 5 november 1961   |
| 9   | The Gypsy Curse                   | 12 november 1961  |
| 10  | Thirty Days Notice                | 19 november 1961  |
| 11  | Catch Me on the Parr Show         | 26 november 1961  |
| 12  | The Taming of Lucille             | 3 december 1961   |
| 13  | Put It in the Bank                | 10 december 1961  |
| 14  | Get Well, Officer Schnauser       | 17 december 1961  |
| 15  | Christmas at the 53rd             | 24 december 1961  |
| 16  | The Sacrifice                     | 7 januari 1962    |
| 17  | Boom, Boom, Boom                  | 14 januari 1962   |
| 18  | Toody & Muldoon Crack Down        | 21 januari 1962   |
| 19  | Toody's Paradise                  | 28 januari 1962   |
| 20  | How High Is Up?                   | 4 februari 1962   |
| 21  | Toody and the Art World           | 11 februari 1962  |
| 22  | What Happened to Thursday?        | 18 februari 1962  |
| 23  | How Smart Can You Get?            | 25 februari 1962  |
| 24  | Today I Am a Man                  | 4 maart 1962      |
| 25  | No More Pickpockets               | 11 maart 1962     |
| 26  | The Beast Who Walked the Bronx    | 18 maart 1962     |
| 27  | The Courtship of Sylvia Schnauser | 25 maart 1962     |
| 28  | The Auction                       | 1 april 1962      |
| 29  | Quiet! We're Thinking             | 8 april 1962      |
| 30  | I Love Lucille                    | 22 april 1962     |

## Seizoen 2
| Nr. | Titel aflevering                      | Uitzenddatum VS   |
| --- | ------------------------------------- | ----------------- |
| 1   | Hail to the Chief                     | 16 september 1962 |
| 2   | One Sleepy People                     | 23 september 1962 |
| 3   | A Man Is Not an Ox                    | 30 september 1962 |
| 4   | Schnauser's Last Ride                 | 7 oktober 1962    |
| 5   | Toody & Muldoon Sing Along with Mitch | 14 oktober 1962   |
| 6   | Occupancy, August 1st                 | 21 oktober 1962   |
| 7   | Remember St. Petersburg               | 28 oktober 1962   |
| 8   | That's Show Business                  | 4 november 1962   |
| 9   | Toody Undercover                      | 11 november 1962  |
| 10  | I Hate Captain Block                  | 18 november 1962  |
| 11  | A Star Is Born in the Bronx           | 25 november 1962  |
| 12  | Pretzel Mary                          | 2 december 1962   |
| 13  | 142 Tickets on the Aisle              | 9 december 1962   |
| 14  | Stop Thief                            | 16 december 1962  |
| 15  | Je T'Adore Muldoon                    | 30 december 1962  |
| 16  | The White Elephant                    | 6 januari 1963    |
| 17  | Benny the Bookie's Last Chance        | 13 januari 1963   |
| 18  | The Presidential Itch                 | 20 januari 1963   |
| 19  | Toody & Muldoon Meet the Russians     | 27 januari 1963   |
| 20  | Here We Go Again                      | 3 februari 1963   |
| 21  | The Star Boarder                      | 10 februari 1963  |
| 22  | The Biggest Day of the Year           | 17 februari 1963  |
| 23  | Here Comes Charlie                    | 24 februari 1963  |
| 24  | See You at the Bar Mitzvah            | 3 maart 1963      |
| 25  | I've Been Here Before                 | 10 maart 1963     |
| 26  | Joan Crawford Didn't Say No           | 17 maart 1963     |
| 27  | Lucille Is 40                         | 24 maart 1963     |
| 28  | The Loves of Sylvia Schnauser         | 31 maart 1963     |
| 29  | Puncher & Judy                        | 7 april 1963      |
| 30  | The Curse of the Snitkins             | 14 april 1963     |